# Dodge Royal
 (avril 2021).
La Dodge Royal est une automobile qui a été produite par Dodge aux États-Unis pour les années modèles 1954 à 1959.

## Première génération (1954)
La Royal a été introduite pour l'année modèle 1954 en tant que modèle de niveau supérieur de la gamme Dodge, au-dessus de la Dodge Coronet de niveau intermédiaire et de la Dodge Meadowbrook de niveau de base. Elle n'était proposée qu'avec un moteur V8 "Hemi" de 241 pouces cubes. La gamme Royal V-8 de 1954 se composait de berline 4 portes, cabriolet, Club Coupe et Sport Coupe, ce dernier étant un toit rigide à 2 portes.

## Deuxième génération (1955 à 1956)
L'introduction de la Dodge Custom Royal pour l'année modèle 1955 a vu la Royal passer au niveau intermédiaire, au-dessus de la Coronet désormais modèle de base. Le nom Royal Lancer a été appliqué au modèle à toit rigide 2 portes et le nom Royal Sierra aux nouveaux modèles de break.
Pour 1956, l'utilisation du nom Royal Lancer a été étendue pour inclure un nouveau modèle à toit rigide 4 portes. Les breaks comprennent désormais les modèles Royal Custom Suburban 2 portes et Royal Custom Sierra 4 portes. Les changements externes étaient principalement la croissance des ailerons arrière, des boîtiers de feux arrière redessinés et des traitements de garnitures latérales. Les changements à l'avant se limitaient à l'ajout de six "ailettes" dans la calandre (ne se trouvant pas sur la Coronet de qualité inférieure) et à un ornement de capot modifié.

## Troisième génération (1957 à 1959)
La Royal a continué comme niveau intermédiaire de la gamme Dodge pour les années modèles 1957 à 1959. Un cabriolet Royal Lancer a été ajouté pour 1957 seulement et les breaks ont été déplacés vers leur propre modèle la même année.

## Arrêt
La Royal a été abandonnée pour l'année modèle 1960, lorsque la gamme des Dodge full-size a été réduite à deux niveaux.

### Source
- « 1958 Dodge Royal, Custom Royal, and Coronet », sur Allpar.com (consulté le 14 avril 2021)